# Le Val
Le Val è un comune francese di 4 293 abitanti situato nel dipartimento del Var nella regione della Provenza-Alpi-Costa Azzurra.

## Società

### Evoluzione demografica
Abitanti censiti

## Amministrazione

### Gemellaggi
- Ceva[2]